# SOMUA AL12
Le Somua AL12 (appellation du constructeur) ou Somua XS (d'après la numérotation SNCF de fin de carrière), est une automotrice Diesel articulée asymétrique livrée au PLM en 1936 par le constructeur de camions ou d'engins militaires SOMUA. Il est remarquable par son architecture atypique. Ses faces inclinées témoignent des préoccupations aérodynamiques de l'époque.
Il assura des dessertes au départ d'Avignon.

## Description

### Architecture

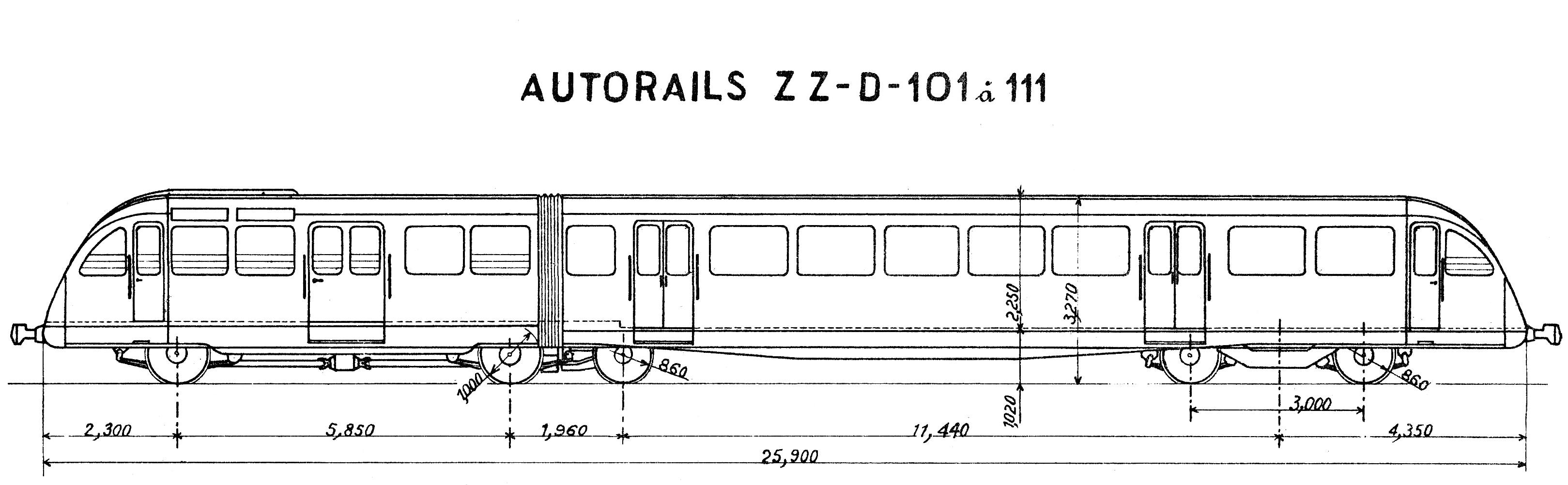
Diagramme du SOMUA AL 12.

Le Somua AL12 surprend par son architecture asymétrique. Il est en effet constitué d'un élément moteur court à deux essieux tractant ou poussant ce qui devait être une semi-remorque à un bogie. Les deux éléments sont assemblés avec une intercirculation par soufflet. Cette architecture, ébauchée avec les prototypes AE livrés à l'État, s'inspire d'anciennes automotrices à vapeur conçues à la fin du XIXe siècle par Valentin Purrey ou Buffaud et Robatel.
Les essais de mise au point ont conduit à ajouter sous la remorque un bissel articulé sur l’élément moteur, pour soulager l'essieu moteur arrière.
| Dimensions     | Dimensions | Dimensions | Dimensions      | Dimensions |
| -------------- | ---------- | ---------- | --------------- | ---------- |
| élément moteur | 8,650 m    |            | tampon          | 0,620 m    |
| élément moteur | 8,650 m    |            | porte-à-faux AV | 2,300 m    |
| élément moteur | 8,650 m    |            | empattement     | 5,850 m    |
| élément moteur | 8,650 m    |            | bissel          | 1,960 m    |
| soufflet       | 0,400 m    |            | bissel          | 1,960 m    |
| remorque       | 16,850 m   |            | bissel          | 1,960 m    |
| remorque       | 16,850 m   |            | entraxe         | 11,440 m   |
| remorque       | 16,850 m   |            | porte-à-faux AR | 4,350 m    |
| remorque       | 16,850 m   |            | tampon          | 0,620 m    |

La largeur de la caisse est de 2,840 m, 3,000 m avec les marche-pieds.
L'élément moteur est utilisé comme fourgon. La remorque présente deux salles de part et d'autre de la plateforme d'accès côté bogie : une grande de 50 places assises de 3e classe et une petite de 16 places de classe supérieure commune (1re ou 2e). L'autorail peut accepter 40 places debout. Les plateformes d'accès offrent 6 et 5 strapontins. En 1956, avec la suppression de la 3e classe, les  66 places assises sont affectées à la 2e classe. Il dispose de deux postes de conduite. Le compartiment à bagages, d'une surface de 10 m², a une capacité de 2 tonnes.
Une chaudière à charbon placée près de intercirculation, en face des WC, assure le chauffage central de la partie voyageur.
La masse totale en charge est de 50,910 t, qui se répartissent comme suit sur les essieux :
- 1er essieu moteur : 13,650 t
- 2e essieu moteur : 14,100 t
- essieu du bissel : 5,260 t
- essieux du bogie : 17,900 t chacun

soit une masse adhérente de 27,750 t.

### Technique
Le moteur, implanté au-dessus de l'essieu avant, est un 8 cylindres construit par SGCM sous licence MAN. Ce moteur qui développait à l'origine 206 kW / 280 ch à 1 500 tr/min, se retrouve sur les Somua AE, des Pauline EIC ou des autorails Billard. Il a été ici poussé à 257 kW / 350 ch par l'adjonction d'un turbocompresseur, ce qui en fait un véhicule puissant pour l'époque.
À la fin des années 1940, ce moteur a été remplacé par un moteur Renault 517G à 12 cylindres en V de 220 kW / 300 ch identique à celui des ABJ ou Picasso unifié. La boite 5 vitesse SOMUA a été conservée. Par contre les freins à tambour (marque de la culture routière du constructeur), sujets à échauffement, ont été remplacés par des freins à sabot plus conventionnels dans le monde ferroviaire. De même l'attelage automatique Willison cède la place à un attelage à vis allégé avec tampons. Les feux sont désormais de type unifié à 2 régimes : fanaux rouges et projecteurs. L'installation du jumelage unifié permet l'attelage de deux autorails, conduits par 2 agents.

## Historique
Le PLM a déjà testé deux autorails du constructeur d'autobus SOMUA. Il s'agit des 2 prototypes ZZ D 1 & 2 de 1933. Ils font leurs premiers essais entre Vénissieux et Rives où ils se montrent capables de transporter 50 voyageurs et 1 tonne de bagages à la vitesse de 100 km/h. Le 1er juin 1933, ils entrent en service entre Pontarlier et Gilley, marquant le début des services réguliers d'autorails sur le réseau PLM. 

### Livrées
La livrée d'origine des AL12 est bicolore, bajoues bleues à liseré jaune soulignant les fenêtres, face et haut de caisse gris crème.
À l'occasion de la grande révision de la fin des années 1940, les Somua XS adopteront la livrée unifiée bajoues rouges et haut de caisse gris perle.
En fin de carrière, vers 1957-1958 certains spécimens arboreront la livrée rouge vermillon et crème.

## Utilisation
Les Somua AL12 ont été affectés au centre-autorails d'Avignon, d'où ils desservaient Montpellier, Marseille, Aix-en-Provence et Draguignan, sous la désignation PLM ZZ D 101-111. Ils prennent la désignation ZZS 1 à 11 en 1938 à la formation de la SNCF,  puis  la désignation XS 1 à 11 en 1947 à la formation de la région Méditerranée.
Les ZZS 8 et 10 ont été détruits lors d'un bombardement.
Dans les années 1950, ils assuraient des liaisons comme :
- Avignon - Valence
- Avignon - Marseille via Arles,
- Avignon - Nîmes - Montpellier,
- Marseille - Aix-en-Provence - Digne
- Marseille - Veynes - Grenoble
- Nîmes - Le Teil - Lalevade-d'Ardèche

On les trouve en jumelage avec des X 2400, X 3800, XDC 2000 ou X 52100, pouvant tracter des remorques FNC XR 9200 (à 2 essieux).
Leur retrait s'est étalé de 1959 à 1960. Les automotrices électriques Z 7100 les remplaceront.
Ils s'effacent de 1959 à 1960, libérant la place pour le déploiement des automotrices électriques Z 7100 à partir de mai 1961.